# La Guerre des machines
La Guerre des machines (titre original : The Butlerian Jihad) est un roman de science-fiction de Brian Herbert et Kevin J. Anderson paru en 2002 puis traduit en français et publié en 2003.
Il s'agit du premier tome d'une trilogie appelée Dune, la genèse qui précède la saga initiale de Dune mais également tous les autres écrits de Dune.
Les titres des traductions françaises des deux premiers tomes sont étonnamment inversés par rapport aux titres originaux. Cela peut néanmoins se justifier puisque le deuxième tome est entièrement tourné sur les années du Jihad butlérien, qui n'a été déclenché que dans les dernières pages du premier tome, plutôt centré sur l'affrontement entre les humains et les machines.
Ce roman relate les trois années précédant le Jihad butlérien, années pendant lesquelles l'affrontement entre les humains et les machines va aller en s'intensifiant.

## Résumé
Plus de 11 000 ans avant les événements relatés dans le roman Dune, un groupe de vingt humains ambitieux et dotés d'une intelligence exceptionnelle voit dans la stagnation du vieil Empire la possibilité d'en prendre le contrôle à l'aide de machines pensantes. Se faisant appeler les Titans, ils gouvernent l'humanité et se rebaptisent d'après des personnages historiques et mythologiques célèbres, notamment Agamemnon, Alexandre, Ajax, Barberousse, Dante, Hécate, Junon, Tamerlan, Tlaloc et Xerxès. Finalement, le groupe se dissémine dans la galaxie, chacun de ses membres en dirigeant une partie en utilisant les machines pensantes qui les avaient initialement amenés au pouvoir comme moyen de contrôler des planètes entières. Réalisant que leur corps humain est fragile et que leur durée de vie est limitée, les Titans trouvent un moyen de prolonger leur vie indéfiniment : implanter leur cerveau dans des containers de conservation, qui à leur tour peuvent être installés dans une variété de corps mécaniques redoutables. Se faisant appeler cymeks, les Titans deviennent pratiquement impossibles à arrêter dans ces nouveaux corps redoutables et armés. Les machines pensantes, dont l'intelligence artificielle a été poussée jusqu'aux limites les plus extrêmes, dirigent les empires des cymeks pendant un siècle. Mais arrive un jour où Xerxès ouvre trop largement l'accès au réseau immense de son intelligence artificielle. Les cymeks se retrouvent soudainement renversés et asservis par un « suresprit », un réseau multiforme et intelligent se faisant appeler Omnius, qui prend le contrôle de l'ensemble des planètes contrôlées par les Titans à travers le réseau de machines interconnectées. Ces systèmes sont alors appelés Mondes synchronisés. Sous le joug d'Omnius, de nouveaux cymeks sont créés, appelés néo-cymeks. Pendant plus de 900 ans, les cymeks vivent dans la servitude perpétuelle d'Omnius, soumettant cruellement l'humanité, réprimant les insurrections humaines et planifiant secrètement leur propre retour au pouvoir.
Près de mille années après l'apparition d'Omnius, en 203 AG, Agamemnon dirige une flotte de vaisseaux spatiaux qui attaque Salusa Secundus, la planète capitale de la Ligue des Nobles. Plusieurs officiers militaires sont tués durant l'assaut  et l'officier de troisième rang Xavier Harkonnen, âgé de vingt ans et seul héritier de la Maison Harkonnen, devient ainsi le commandant des forces armées locales. Il choisit de défendre coûte que coûte les générateurs de boucliers Holtzman qu'il devine être la cible de la flotte ennemie car, anéantissant les circuits-gel des machines pensantes, ils obligent la flotte ennemie à ne compter parmi elle que des vaisseaux pilotés par des cymeks ou des néo-cymeks. Cette décision difficile aboutit à la destruction de très nombreux bâtiments mais permet de repousser les vaisseaux dirigés par Agamemnon.
Peu de temps après, Agamemnon attaque de la même manière Giedi Prime mais se focalise cette fois-ci sur les générateurs de boucliers Holtzman. Une fois ceux-ci détruits, la planète tombe facilement sous son joug. Sur Salusa Secundus, Serena Butler, fille du Vice-roi le la Ligue des Nobles Manion Butler et toute récente épouse de Xavier Harkonnen, ne parvient pas à convaincre les dignitaires siégeant au Parlement d'envoyer des vaisseaux militaires sur Giedi Prime pour tenter de reprendre la planète aux machines. Elle organise alors une opération secrète visant à envoyer sur Giedi Prime un vaisseau furtif avec à son bord une équipe de soldats et d'ingénieurs afin de mettre en service des générateurs de boucliers Holtzman qui étaient presque prêt à l'être au moment de l'attaque d'Agamemnon. Peu avant son départ sur le vaisseau furtif, Serena confie à sa sœur cadette Octa un message pour Xavier, qu'elle doit lui donner dans cinq jours afin que ce dernier envoie une flotte militaire sur Giedi Prime. La mission clandestine est un succès : les générateurs de boucliers Holtzman sont mis en service, anéantissant toutes les machines pensantes des vaisseaux traversant ce bouclier. Néanmoins, Serena est capturée par Barberousse qui l'envoie sur Terre pour la confier à Érasme, une machine pensante qui étudie le comportement humain.
En 202 AG, une flotte armée commandée par Xavier Harkonnen arrive sur Giedi Prime et décime les quelques vaisseaux restants. Zufa Cenva, maîtresse des Sorcières de Rossak, a envoyé sa meilleure élève Heoma avec la flotte armée. Une fois sur Giedi Prime, Heoma parvient lors d'une attaque suicide à tuer plusieurs néo-cymeks ainsi que le Titan Barberousse grâce à son pouvoir psychique. Le bâtiment abritant la version locale d'Omnius est également détruit.
Furieux de sa défaite et de la mort de Barberousse, Agamemnon veut se venger et attaquer Rossak, la planète dont sont issues les sorcières aux pouvoirs psychiques, afin de toutes les tuer. Il met en place une nouvelle flotte et se fait accompagner cette fois par Junon et Xerxès. Durant l'attaque, de nombreux habitants de Rossak sont tués mais les attaques suicide menées par quatre sorcières déciment suffisamment de néo-cymeks pour que les trois Titans décident de battre en retraite.
Sur Terre, Serena se découvre enceinte de Xavier. Érasme la traite de la meilleure des façons, bien mieux que tous les autres esclaves qui le servent, car il aime son franc-parler, sa culture et de manière générale le fait qu'elle soit la fille d'un des dirigeants les plus importants de la Ligue des Nobles. La présence de Serena lui permet d'étudier un comportement humain auquel il n'a jamais été confronté auparavant. Serena rencontre Vorian Atréides, fils du Titan Agamemnon, qui est chargé de déployer des répliques d'Omnius sur tous les Mondes synchronisés. Elle essaye de lui ouvrir les yeux sur les agissements passés de son père mais Vorian, qui n'a connu que des cymeks et des robots depuis son enfance, et qui n'a connaissance du passé qu'à travers ce que lui a raconté son père, n'accepte pas sa vérité. Il est néanmoins très attiré par Serena, n'ayant jamais rencontré d'autres êtres humains que les esclaves au service des machines. Vorian reçoit peu après par son père un traitement d'allongement de la vie.
En parallèle de l'arrivée de Serena sur Terre, Érasme, en désaccord avec Omnius à propos de la capacité des esclaves humains sur Terre à se rebeller contre l'autorité des machines pensantes, propose à ce dernier de lui prouver cette nature rebelle. Peu après, le robot envoie des messages anonymes à quelques esclaves, dont le contremaître Iblis Ginjo, afin de mettre en branle un début de rébellion. Quelques mois plus tard, Serena Butler met au monde un fils qu'elle prénomme Manion, rendant ainsi hommage à son père. Érasme se rend compte au fil du temps qu'elle est complètement tournée vers son enfant et cela le contrarie. Il capture puis drogue Serena et lui retire ensuite son utérus. Complètement anéantie et décidée à tout faire pour se débarrasser du robot, Serena décide d'enfreindre la règle principale qu'Érasme a mis en place à son arrivée : elle se rend clandestinement dans ses laboratoires dans lesquels elle découvre que le robot torture des esclaves humains à des fins d'étude. En 201 AG, en guise de punition, le robot s'empare de Manion alors âgé de onze mois et le tue en le laissant tomber de quatre étages. Serena, hors d'elle, se rue sur un des robots sentinelles se trouvant à proximité et parvient à le faire tomber du même endroit. Les esclaves humains, à la vue de l'acte ignoble d'Érasme et de l'acte de bravoure de Serena, se révoltent contre les machines pensantes. Ce soulèvement est le point de départ du Jihad butlérien. De nombreux affrontements se déroulent entre des robots et des humains, ces derniers parvenant à récupérer des armes sur les robots qu'ils parviennent à détruire. Ajax, ayant appris le début de la rébellion humaine, accourt rapidement et décime de très nombreux esclaves. Néanmoins, ces derniers sont tellement nombreux qu'il finit par succomber.
Vorian Atréides, qui s'est depuis renseigné sur les atrocités commises par son père, décide de protéger Serena Butler. Il lui propose d'utiliser le vaisseau destiné au transport des répliques d'Omnius afin de la ramener sur Salusa Secundus pour qu'elle puisse retrouver Xavier Harkonnen. Iblis Ginjo, conscient que la victoire face aux machines nécessitera l'implication de la Ligue des Nobles, se joint à eux. Une fois sur place, Serena découvre que Xavier, la croyant morte, a épousé sa sœur Octa et qu'ils ont eu une petite fille prénommée Roella. Avec l'aide d'Iblis, elle convainc le parlement de la Ligue des Nobles d'envoyer une flotte afin d'exterminer toutes les machines sur la Terre. Le retour d'éclaireurs envoyés sur Terre dévoile une terrible atrocité : tous les êtres humains y ont été exterminés. Le recours à l'arme nucléaire est alors décidé, ainsi que d'équiper le plus de vaisseaux possible avec les boucliers tout juste inventés par les scientifiques Tio Holtzman et Norma Cenva, fille de Zufa. Quand la flotte, commandée par Xavier Harkonnen, arrive sur Terre en 200 AG, les Titans l'ont apparemment déjà quittée. Un affrontement a lieu entre les milliers de vaisseaux humains et les machines, aboutissant grâce aux bombes nucléaires à la victoire des humains et à la destruction de toutes les machines, ainsi que de toute vie, sur Terre.

## Éditions
- The Butlerian Jihad, Tor Books, 17 septembre 2002, 621 p.  (ISBN 0-7653-0157-1)
- La Guerre des machines, Robert Laffont, coll. « Ailleurs et Demain », 17 avril 2003, trad. Michel Demuth, 670 p.  (ISBN 2-221-09849-8)
- La Guerre des machines, Pocket, coll. « Science-fiction » no 5939, 14 juin 2007, trad. Michel Demuth, 832 p.  (ISBN 978-2-266-17308-7)